# خوزه سن‌فیلیپو
خوزه سن‌فیلیپو (اسپانیایی: José Sanfilippo‎؛ زادهٔ ۴ مهٔ ۱۹۳۵) یک بازیکن فوتبال اهل آرژانتین است.

## باشگاهی
از باشگاه‌هایی که در آن بازی کرده‌است می‌توان به سن لورنزو و بوکا جونیورز، باشگاه فوتبال ناسیونال اروگوئه و بانفیلد اشاره کرد.

## تیم ملی
وی همچنین در تیم ملی فوتبال آرژانتین بازی کرده است.